# Liste der Einträge im National Register of Historic Places im El Paso County (Texas)
Die Liste der Registered Historic Places im El Paso County führt alle Bauwerke und historischen Stätten im texanischen El Paso County auf, die in das National Register of Historic Places aufgenommen wurden.

## Aktuelle Einträge
| Lfd. Nr. | Name im NRHP                                    | Bild | Datum der Eintragung | Adresse/Lage                                                                                   | Ort          | NRHP-ID  | Beschreibung |
| -------- | ----------------------------------------------- | ---- | -------------------- | ---------------------------------------------------------------------------------------------- | ------------ | -------- | ------------ |
| 1        | 1800's Mexican Consulate                        |      | 23. Mai 1975         | 612 E. San Antonio St.                                                                         | El Paso      | 75001969 |              |
| 2        | Abdou Building                                  |      | 24. Sep. 1980        | 115 N. Mesa St.                                                                                | El Paso      | 80004100 |              |
| 3        | O. T. Bassett Tower                             |      | 24. Sep. 1980        | 301 Texas Ave.                                                                                 | El Paso      | 80004101 |              |
| 4        | Richard Caples Building                         |      | 24. Sep. 1980        | 300 E. San Antonio Ave.                                                                        | El Paso      | 80004102 |              |
| 5        | Castner Range Archeological District            |      | 22. Apr. 1976        | Address Restricted                                                                             | El Paso      | 76002021 |              |
| 6        | Chamizal National Memorial                      |      | 4. Feb. 1974         | Paisano Dr.                                                                                    | El Paso      | 74002069 |              |
| 7        | Sgt. Doyle Site                                 |      | 11. Apr. 1977        | Address Restricted                                                                             | El Paso      | 77001439 |              |
| 8        | El Paso County Water Improvement District No. 1 |      | 25. Aug. 1997        | Starting at the jct. of US 80 and US 85, along TX 20 to Alamo Alto                             | El Paso      | 97000885 |              |
| 9        | El Paso High School                             |      | 17. Nov. 1980        | 1600 N. Virginia St.                                                                           | El Paso      | 80004103 |              |
| 10       | El Paso Union Passenger Station                 |      | 3. Apr. 1975         | SW corner of Coldwell at San Francisco St.                                                     | El Paso      | 75001970 |              |
| 11       | El Paso US Courthouse                           |      | 25. Apr. 2001        | 511 W. San Antonio Ave.                                                                        | El Paso      | 01000434 |              |
| 12       | First Mortage Company Building                  |      | 13. Juni 1978        | 109 N. Oregon St.                                                                              | El Paso      | 78002925 |              |
| 13       | Fort Bliss Main Post Historic District          |      | 7. Mai 1998          | Fort Bliss                                                                                     | El Paso      | 98000427 |              |
| 14       | Franklin Canal                                  |      | 19. Juni 1992        | Roughly, S of the Texas and Pacific--Southern Pacific RR tracks from western El Paso to Fabens | El Paso      | 92000696 |              |
| 15       | Fusselman Canyon Rock Art District              |      | 3. Juni 1976         | Address Restricted                                                                             | El Paso      | 76002022 |              |
| 16       | Henry C. Trost House                            |      | 12. Juli 1976        | 1013 W. Yandell Dr.                                                                            | El Paso      | 76002024 |              |
| 17       | W. S. Hills Commercial Structure                |      | 24. Sep. 1980        | 215--219 San Antonio Ave.                                                                      | El Paso      | 80004104 |              |
| 18       | Hot Well Archeological Site                     |      | 30. Apr. 1976        | Address Restricted                                                                             | El Paso      | 76002023 |              |
| 19       | Hotel Cortez                                    |      | 24. Sep. 1980        | 300 N. Mesa St.                                                                                | El Paso      | 80004105 |              |
| 20       | Hotel Paso del Norte                            |      | 5. Jan. 1979         | 115 El Paso St.                                                                                | El Paso      | 79002933 |              |
| 21       | House at 912 Magoffin Avenue                    |      | 23. Juni 2003        | 912 Magoffin Ave                                                                               | El Paso      | 03000557 |              |
| 22       | Hueco Tanks                                     |      | 14. Juli 1971        | Address Restricted                                                                             | El Paso      | 71000930 |              |
| 23       | Magoffin Homestead                              |      | 31. März 1971        | 1120 Magoffin Ave.                                                                             | El Paso      | 71000931 |              |
| 24       | Manhattan Heights Historic District             |      | 27. Sep. 1980        | Roughly bounded by Grant, Louisiana and Richmond Aves.                                         | El Paso      | 80004107 |              |
| 25       | Martin Building                                 |      | 8. Aug. 1984         | 215 N. Stanton St.                                                                             | El Paso      | 84001655 |              |
| 26       | Mesa Pump Plant                                 |      | 19. Juni 2009        | 4901 Fred Wilson Ave.                                                                          | El Paso      | 09000450 |              |
| 27       | Mission Socorro Archeological Site              |      | 22. Jan. 1993        | Address Restricted                                                                             | Socorro      | 92001741 |              |
| 28       | Montana Avenue Historic District                |      | 13. Nov. 2004        | 1000 through 1500 Blks of Montana Ave.                                                         | El Paso      | 04001232 |              |
| 29       | J. J. Newberry Company                          |      | 24. Sep. 1980        | 201--205 N. Stanton St.                                                                        | El Paso      | 80004108 |              |
| 30       | Northgate Site                                  |      | 16. März 1972        | Address Restricted                                                                             | El Paso      | 72001356 |              |
| 31       | Old Bnai Zion Synagogue                         |      | 16. Aug. 1984        | 906 N. El Paso St.                                                                             | El Paso      | 84001658 |              |
| 32       | Old Fort Bliss                                  |      | 23. Feb. 1972        | 1800 block of Doniphan St.                                                                     | El Paso      | 72001357 |              |
| 33       | Old San Francisco Historic District             |      | 21. Mai 1985         | Missouri St. between No. 325 and 527                                                           | El Paso      | 85001132 |              |
| 34       | Palace Theatre                                  |      | 24. Sep. 1980        | 209 S. El Paso St.                                                                             | El Paso      | 80004109 |              |
| 35       | Plaza Hotel                                     |      | 24. Sep. 1980        | Oregon and Mills Sts.                                                                          | El Paso      | 80004110 |              |
| 36       | Plaza Theatre                                   |      | 4. Juni 1987         | 125 Pioneer Plaza                                                                              | El Paso      | 87000902 |              |
| 37       | Popular Department Store                        |      | 24. Sep. 1980        | 102 N. Mesa St.                                                                                | El Paso      | 80004111 |              |
| 38       | Presidio Chapel of San Elizario                 |      | 14. Sep. 1972        | S side of plaza                                                                                | San Elizario | 72001358 |              |
| 39       | Quarters Number 1                               |      | 9. Apr. 1987         | 228 Sheridan Rd.                                                                               | Fort Bliss   | 87000484 |              |
| 40       | Rio Grande Avenue Historic District             |      | 9. Sep. 1999         | Roughly bounded by Rio Grande, Navada, Kansas, and Campbell Sts.                               | El Paso      | 99001140 |              |
| 41       | Rio Vista Farm Historic District                |      | 22. Feb. 1996        | 800--801 Rio Vista Rd.                                                                         | Socorro      | 96000131 |              |
| 42       | Roberts-Banner Building                         |      | 24. Sep. 1980        | 215 N. Mesa St.                                                                                | El Paso      | 80004112 |              |
| 43       | San Elizario Historic District                  |      | 27. Feb. 1997        | Roughly bounded by Rio Grande St., Socorro and Convent Rds., and the San Elizario Lateral      | San Elizario | 97000205 |              |
| 44       | Silver Dollar Cafe                              |      | 14. Aug. 1986        | 1021 S. Mesa                                                                                   | El Paso      | 86002618 |              |
| 45       | Singer Sewing Company                           |      | 24. Sep. 1980        | 211 Texas Ave.                                                                                 | El Paso      | 80004113 |              |
| 46       | Socorro Mission                                 |      | 16. März 1972        | Moon Rd. and TX 258                                                                            | Socorro      | 72001359 |              |
| 47       | State National Bank                             |      | 24. Sep. 1980        | 114 E. San Antonio Ave.                                                                        | El Paso      | 80004114 |              |
| 48       | Sunset Heights Historic District                |      | 8. Dez. 1988         | Roughly bounded by Heisig Ave., River Ave., N. El Paso St., and I-10                           | El Paso      | 88002672 |              |
| 49       | Toltec Club                                     |      | 12. März 1979        | 602 Magoffin Ave.                                                                              | El Paso      | 79002934 |              |
| 50       | U. S. Post Office                               |      | 19. Juli 1984        | 219 Mills Ave.                                                                                 | El Paso      | 84001662 |              |
| 51       | White House Department Store and Hotel McCoy    |      | 24. Sep. 1980        | 109 Pioneer Plaza                                                                              | El Paso      | 80004115 |              |
| 52       | Women’s Club                                    |      | 22. Juli 1979        | 1400 N. Mesa St.                                                                               | El Paso      | 79002935 |              |
| 53       | Ysleta Mission                                  |      | 31. Juli 1972        | U.S. 80 near jct. with Zaragosa Rd.                                                            | Ysleta       | 72001360 |              |